# Paulo Lima
Paulo Fabián Lima Simoes (Montevideo, Uruguay, 20 de enero de 1992) es un futbolista uruguayo. Juega de defensa central en el Guaireña FC de la Primera División de Paraguay.

## Clubes
| Club                        | País      | Año           |
| --------------------------- | --------- | ------------- |
| Huracán (Paso de la Arena)  | Uruguay   | 2012-2014     |
| Montevideo Wanderers        | Uruguay   | 2014-2021     |
| Tigre (préstamo)            | Argentina | 2016-2017     |
| Sportivo Luqueño (préstamo) | Paraguay  | 2018-2020     |
| Deportivo Maldonado         | Uruguay   | 2021-2022     |
| Central Córdoba (SdE)       | Argentina | 2022          |
| Guaireña FC                 | Paraguay  | 2023-presente |